# Jordaaniella clavifolia
Jordaaniella clavifolia là một loài thực vật có hoa trong họ Phiên hạnh. Loài này được (L. Bolus) H.E.K. Hartm. mô tả khoa học đầu tiên năm 1983.